# Carin Edelberg
Carin Edelberg, född 4 december 1896 i Västra Sallerup i nuvarande Eslövs kommun, död 12 juni 1984, var en svensk sopransångare  och sångpedagog.
Edelberg ägnade sig efter 1916 åt sångstudier, bland annat för Ilmari Florell von Delwig i Lund, och fullföljde dem senare i Paris, Berlin och Milano. Edelberg hade sin konstnärliga styrka på romansens område och företog turnéer i samtliga skandinaviska länder samt i Tyskland, Lettland och Nederländerna. Vid sångscenen debuterade hon i Köpenhamn 1919, och som Elsa i Lohengrin i Göteborg 1924. 
Från 1936 verkade hon som sångpedagog i Norrköping.